# Nitroamina

Estructura de una nitroamina.

En química orgánica, las nitroaminas son compuestos orgánicos que tienen el grupo funcional nitroamino, R2N-NO2. Algunos ejemplos de nitroaminas son los explosivos HMX, RDX, trinitrotriazina y tetril.
A pesar de su grupo amino, no son básicas, debido al efecto de atracción de electrones del grupo funcional nitro. En efecto, realmente las nitroaminas secundarias de estructura R-NH-NO2 son ácidos orgánicos débiles, con una pKa cercana a 5,6.